# ATV Offroad Fury (jeu vidéo)
 (septembre 2024).
La mise en forme du texte ne suit pas les recommandations de Wikipédia : il faut le « wikifier ».
Les points d'amélioration suivants sont les cas les plus fréquents. Le détail des points à revoir est peut-être précisé sur la page de discussion.
- Les titres sont pré-formatés par le logiciel. Ils ne sont ni en capitales, ni en gras.
- Le texte ne doit pas être écrit en capitales (les noms de famille non plus), ni en gras, ni en italique, ni en « petit »…
- Le gras n'est utilisé que pour surligner le titre de l'article dans l'introduction, une seule fois.
- L'italique est rarement utilisé : mots en langue étrangère, titres d'œuvres, noms de bateaux, etc.
- Les citations ne sont pas en italique mais en corps de texte normal. Elles sont entourées par des guillemets français : « et ».
- Les listes à puces sont à éviter, des paragraphes rédigés étant largement préférés. Les tableaux sont à réserver à la présentation de données structurées (résultats, etc.).
- Les appels de note de bas de page (petits chiffres en exposant, introduits par l'outil «  Source ») sont à placer entre la fin de phrase et le point final[comme ça].
- Les liens internes (vers d'autres articles de Wikipédia) sont à choisir avec parcimonie. Créez des liens vers des articles approfondissant le sujet. Les termes génériques sans rapport avec le sujet sont à éviter, ainsi que les répétitions de liens vers un même terme.
- Les liens externes sont à placer uniquement dans une section « Liens externes », à la fin de l'article. Ces liens sont à choisir avec parcimonie suivant les règles définies. Si un lien sert de source à l'article, son insertion dans le texte est à faire par les notes de bas de page.
- La présentation des références doit suivre les conventions bibliographiques. Il est recommandé d'utiliser les modèles {{Ouvrage}}, {{Chapitre}}, {{Article}}, {{Lien web}} et/ou {{Bibliographie}}. Le mode d'édition visuel peut mettre en forme automatiquement les références.
- Insérer une infobox (cadre d'informations à droite) n'est pas obligatoire pour parachever la mise en page.

Pour une aide détaillée, merci de consulter Aide:Wikification.
Si vous pensez que ces points ont été résolus, vous pouvez retirer ce bandeau et améliorer la mise en forme d'un autre article.
ATV Offroad Fury est un jeu vidéo de course de 2001 développé par Rainbow Studios et publié par Sony Computer Entertainment exclusivement pour la PlayStation 2 en Amérique du Nord et en Europe .
Une suite, ATV Offroad Fury 2 , est sortie en 2002.

## Système de jeu
Le joueur peut choisir entre 12 types différents de véhicules tout-terrain et courir sur 20 pistes différentes en libre parcours dans une variété de types, y compris l'entraînement, les championnats nationaux MAXXIS, le Stadium Supercross, les compétitions Freestyle, le Cross Country Enduro et le Pro-Career, ainsi que divers modes multijoueurs. Chacun des différents types de jeu a des objectifs différents que le joueur doit accomplir pour réussir. Le joueur peut effectuer des cascades en Freestyle et il lui attribuera des points.

### Modes de course
Le jeu propose trois « modes » de course accessibles via l'écran de sélection de piste : Course unique, Attaque par tour et Entraînement. Ces modes ne peuvent pas être sélectionnés en mode Pro-Career, et tous les modes ne sont pas disponibles lors de certains événements.

## Accueil
ATV Offroad Fury a reçu des critiques « favorables » selon le site Web d'agrégation de critiques Metacritic .  Jeff Lundrigan de NextGen a déclaré que « le jeu présente des graphismes brillants, un framerate (principalement) solide comme le roc, des pistes intenses, une pléthore d'options et un excellent contrôle. »  Air Hendrix de GamePro a déclaré que le jeu « récompensera les fans de courses tout-terrain avec un gameplay et des défis qui correspondent certainement à leurs intérêts. Si ce n'est pas votre cas, cependant, vous devriez probablement louer Fury pour voir si c'est une balade que vous apprécierez. » 
En juillet 2006, le jeu s'était vendu à 1,7 million d'exemplaires et avait rapporté 49 millions de dollars aux États-Unis. NextGen l'a classé au 20e rang des jeux les plus vendus lancés pour la PlayStation 2, la Xbox ou la GameCube entre février 2001 et juillet 2006 dans ce pays. Les ventes combinées des jeux de console ATV Offroad sortis dans les années 2000 ont atteint 4,5 millions d'unités aux États-Unis en juillet 2006.
| Score global              | Score global |
| Agrégateur                | Score        |
| ------------------------- | ------------ |
| Metacritic                | 82/100       |
| Notes d'évaluation        |              |
| Publication               | Score        |
| Electronic Gaming Monthly | 8,67/10      |
| EP Daily                  | 8/10         |
| Game Informer             | 8,5/10       |
| GameSpot                  | 6,7/10       |
| GameSpy                   | 88%          |
| IGN                       | 8,7/10       |